# Wyler's Classic 1978
Wyler's Classic 1978 - жіночий тенісний турнір, що проходив на закритих кортах з килимовим покриттям Alexander Memorial Coliseum в Атланті (США). Належав до турнірів категорії AAA в рамках Colgate Series 1978. Відбувсь утретє і тривав з 25 вересня до 1 жовтня 1978 року. Друга сіяна Кріс Еверт здобула титул в одиночному розряді й отримала за це 20 тис. доларів США.

## Фінальна частина

### Одиночний розряд
Кріс Еверт —  Мартіна Навратілова 7–6(7–3), 0–6, 6–3
- Для Еверт це був 4-й титул в одиночному розряді за сезон і 82-й — за кар'єру.

### Парний розряд
Франсуаза Дюрр /  Вірджинія Вейд —  Мартіна Навратілова /  Енн Сміт 4–6, 6–2, 6–4

## Розподіл призових грошей
| Дисципліна       | П       | F       | ПФ     | ЧФ     | 1/8    | 1/16 |
| Одиночний розряд | $20,000 | $10,000 | $5,000 | $2,600 | $1,300 | $700 |

## Нотатки
1. ↑  Турніри з призовими для жінок принаймні 100 тис. доларів.[1]